# Airbus A310 MRTT
Airbus A330 Multi Role Tanker Transport (MRTT) este un avion cisternă cu realimentare aeriană bazat pe Airbus A330 civil. Un total de 13 națiuni au plasat comenzi ferme pentru aproximativ 60 de aeronave, dintre care 51 au fost livrate până la 30 noiembrie 2020. O versiune a A330 MRTT, EADS/Northrop Grumman KC-45, a fost propusă Forțelor Aeriene ale Statelor Unite pentru programul său de înlocuire a cisternelor aeriene și selectată, dar programul a fost anulat.

## Design și dezvoltare

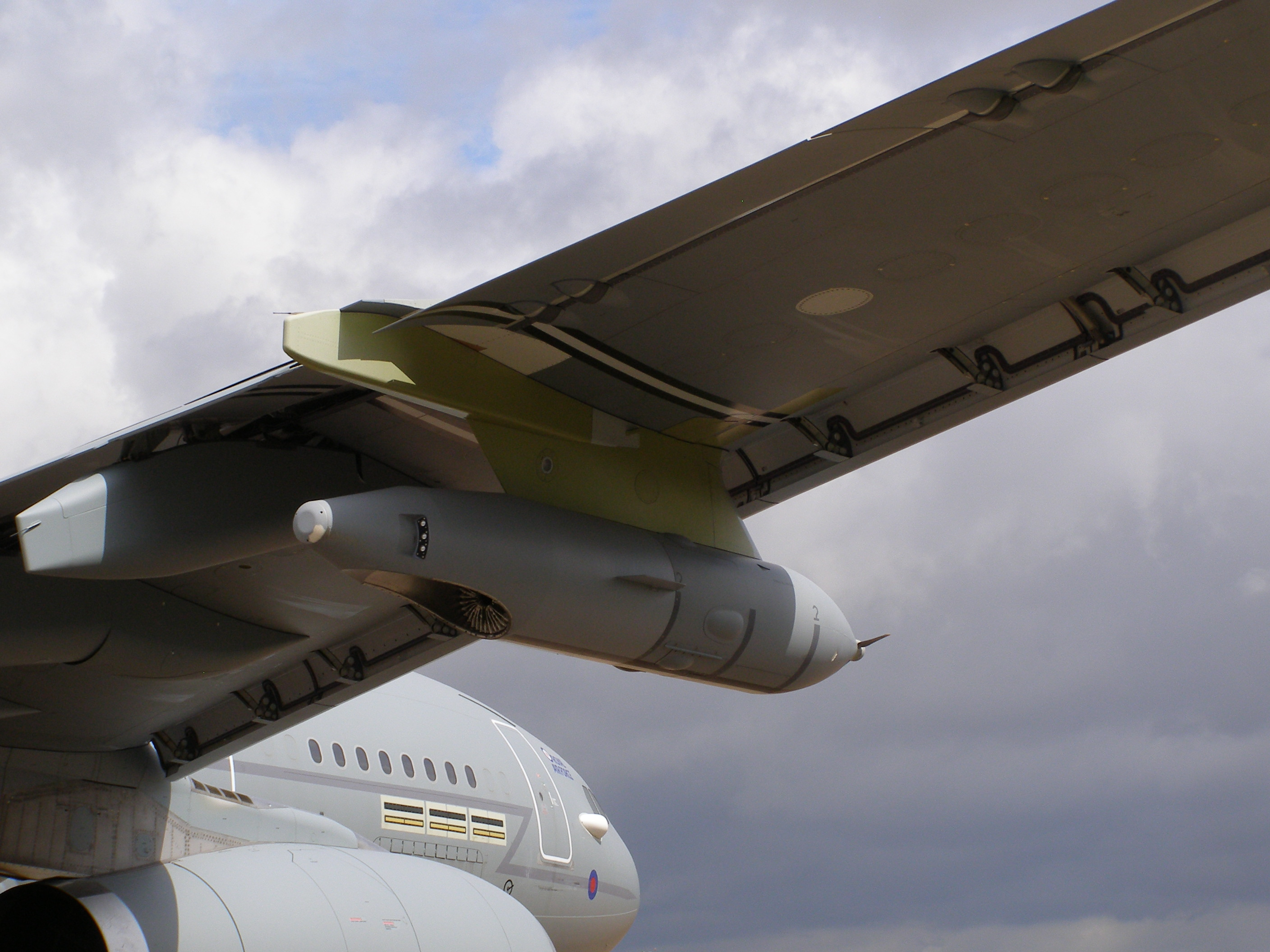
Pod de realimentare tribord pe un Royal Air Force Voyager

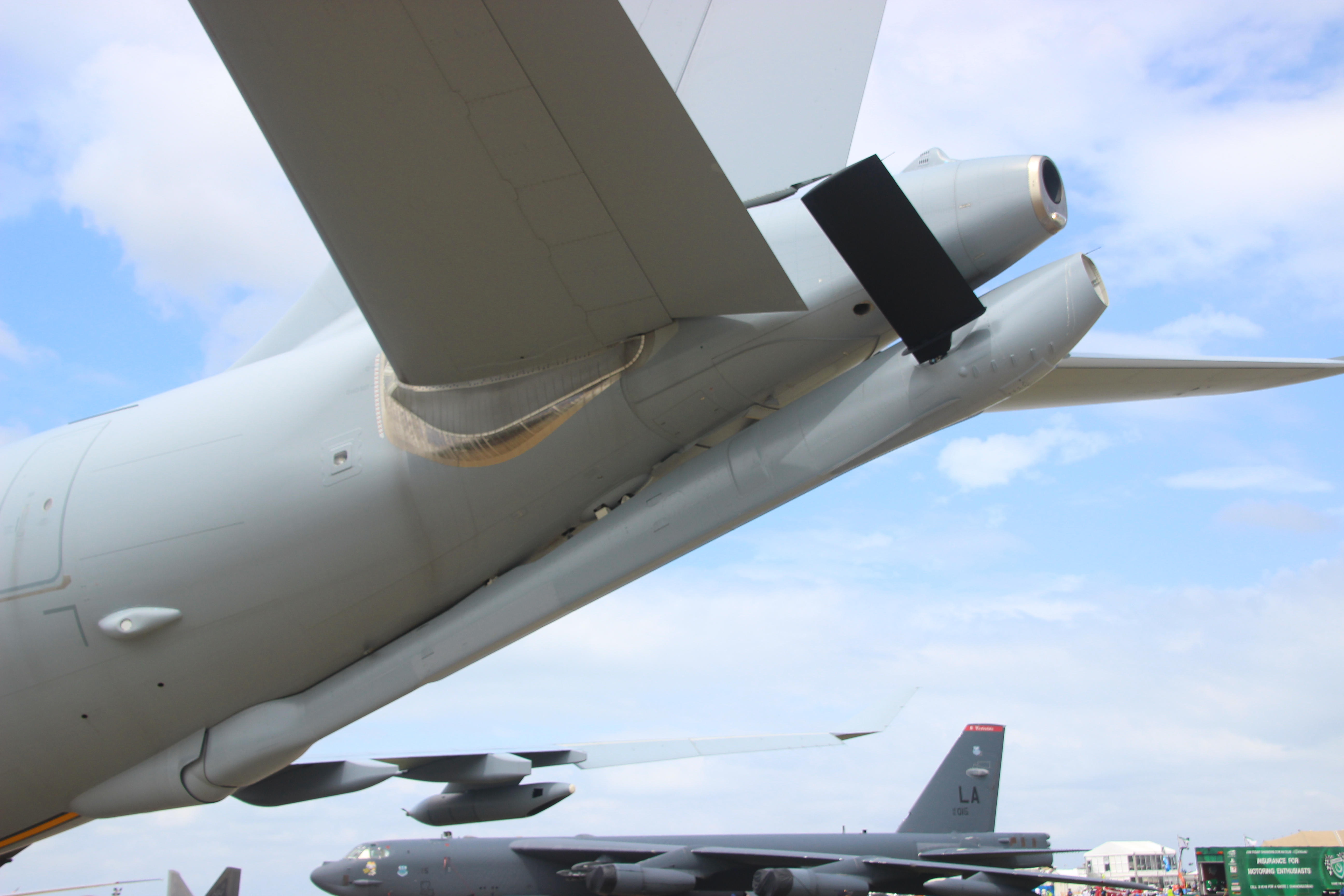
Brațul central de alimentare sub coada unui RAAF KC-30A

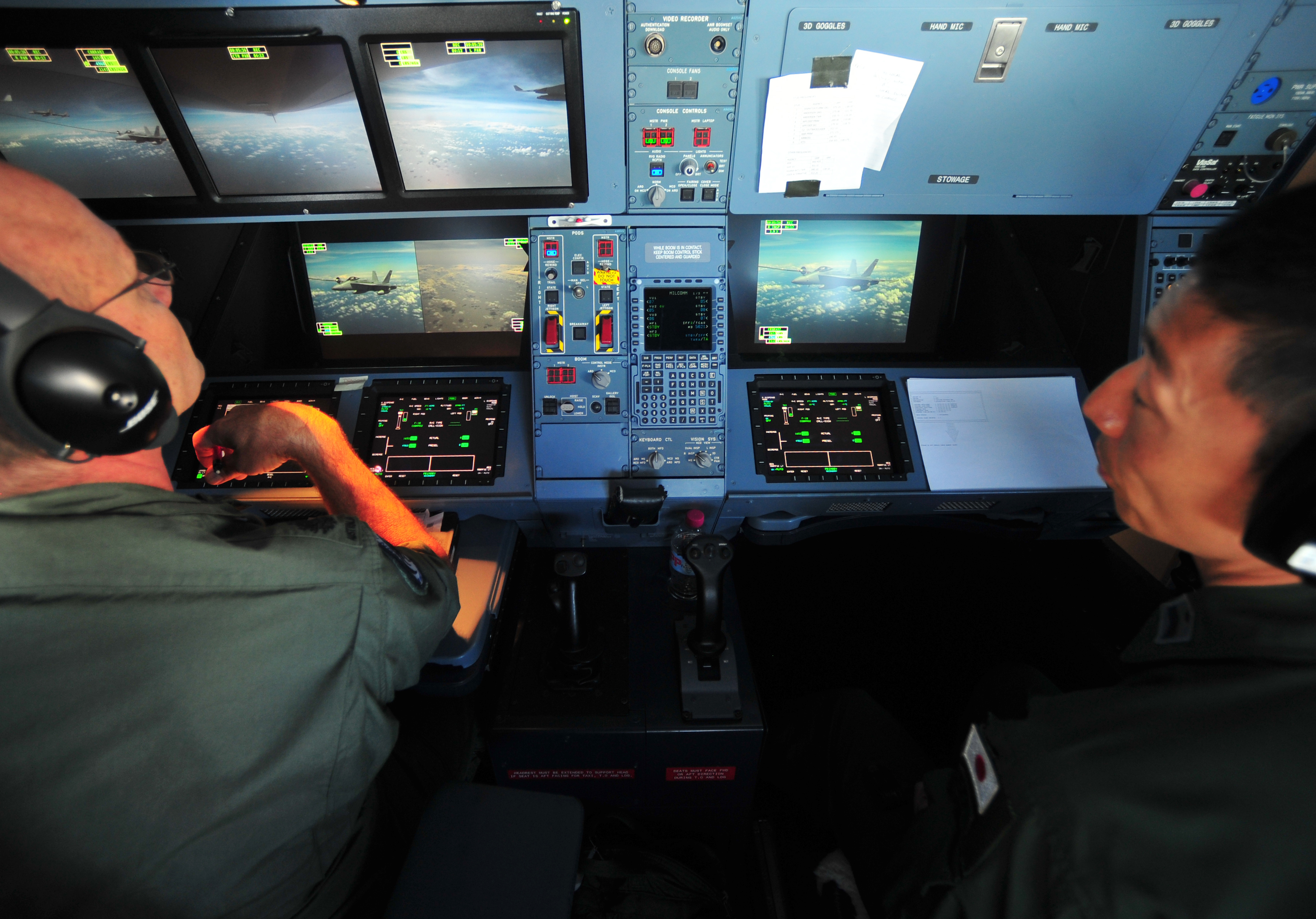
Stație de control al realimentării RAAF KC-30A

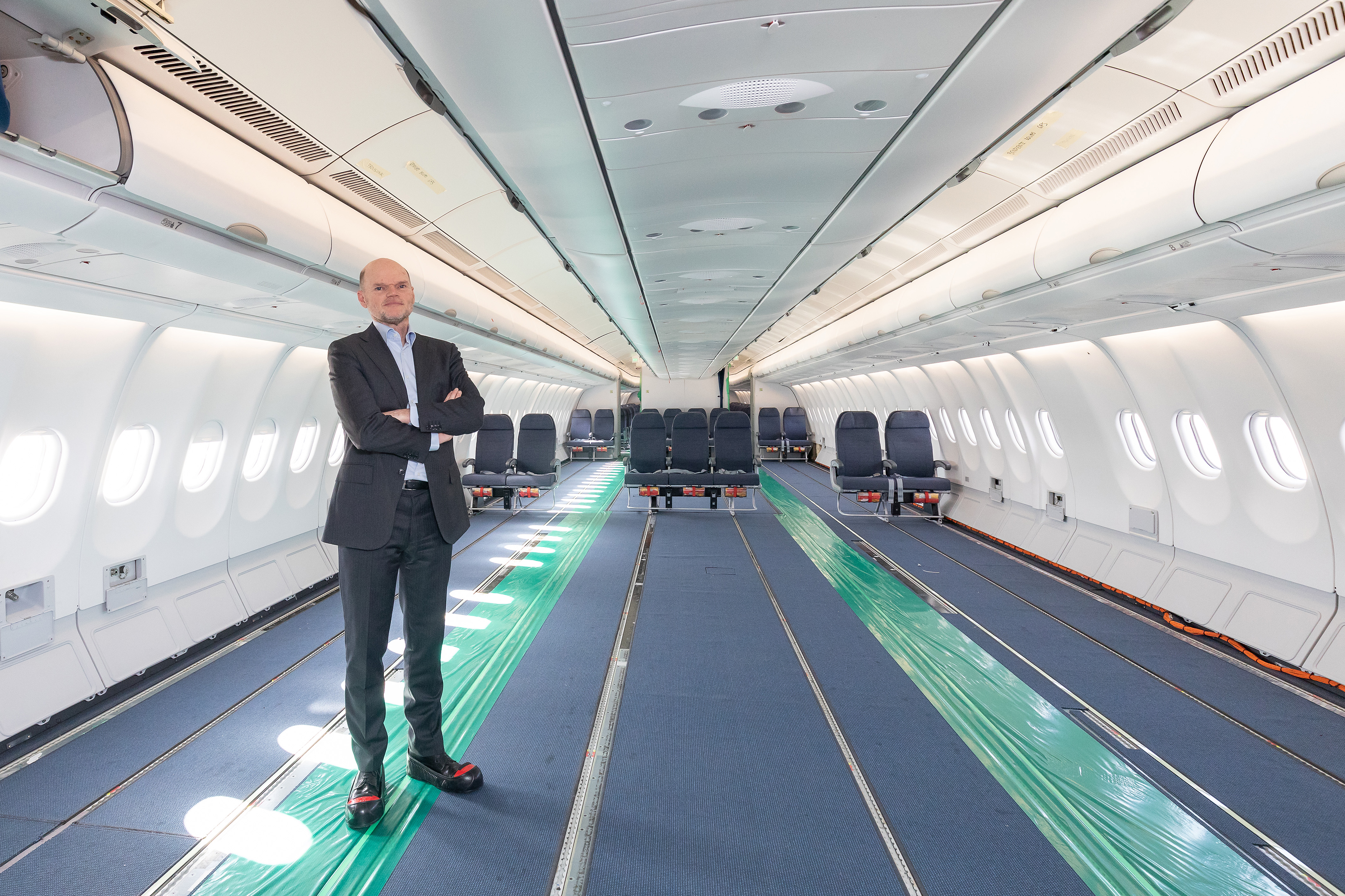
Cabina poate fi reconfigurată pentru a transporta pasageri